# Zamarada hyalinaria
Zamarada hyalinaria är en fjärilsart som beskrevs av Achille Guenée 1858. Zamarada hyalinaria ingår i släktet Zamarada och familjen mätare. Inga underarter finns listade i Catalogue of Life.